# Finanças verdes

Os 17 Objetivos de Desenvolvimento Sustentável

Finanças verdes ou finanças sustentáveis são um conjunto de regulações financeiras, padrões, normas e produtos os quais atendem a um objetivo ambiental, e em particular à facilitação da transição energética. Com tal, permite-se que o sistema financeiro se conecte à economia e à sua população pelo financiamento de agentes enquanto mantém o objetivo. Esse conceito de longo prazo foi promovido com sua adoção no Acordo de Paris, que estimula que as partes devem criar "fluxos financeiros consistentes com um caminho visando baixa emissão de gases do efeito estufa e um desenvolvimento climático-resiliente".
Em 2015, as Nações Unidas adotaram a Agenda 2030 para guiar a transição rumo a uma economia sustentável e inclusiva. Esse compromisso envolve 193 Estados-membros e comporta 17 objetivos e 169 metas dos Objetivos de Desenvolvimento Sustentável os quais destinam ao combate dos desafios globais em curso, incluindo a proteção do planeta. O mercado financeiro verde se tornou pedra fundamental para a realização de tais objetivos.

## Terminologia
A terminologia é essencial para entender os diferentes conceitos de finanças sustentáveis e suas diferenças. O Programa das Nações Unidas para o Meio Ambiente (PNUMA) define três conceitos que são diferentes, mas frequentemente usados como sinônimos, a saber: finanças climáticas, verdes e sustentáveis. Primeiro, o financiamento climático é um subconjunto das finanças ambientais, referindo-se, principalmente, a fundos que abordam a adaptação e a mitigação das mudanças climáticas. Em seguida, as finanças verdes têm um escopo mais amplo, pois também abrange outras questões ambientais, como a proteção da biodiversidade. Por fim, as finanças sustentáveis incluem fatores de governança ambiental, social e corporativa (ESG) em seu escopo. As finanças sustentáveis estendem seu domínio aos três componentes de ESG; portanto, é o termo mais amplo, abrangendo todas as atividades de financiamento que contribuem para o desenvolvimento sustentável.

## Iniciativa internacional

Países e sua relação com o Acordo de Paris
Partes
Signatários
Partes também cobertas pela ratificação da UE
Acordo não se aplica

Ao assinar o Acordo de Paris, mais de 190 países se comprometeram a combater as mudanças climáticas e reduzir a degradação ambiental. Para atingir a meta de um aumento máximo de temperatura de 2 °C, são necessários bilhões de investimentos verdes por ano nos principais setores da economia global. As finanças públicas continuam desempenhando um papel fundamental, mas uma parte significativa do financiamento precisa vir do setor privado. Como os mercados financeiros são globais, eles representam uma grande oportunidade, mas esse potencial ainda não foi amplamente explorado. A meta coletiva da UNFCCC e do Acordo de Paris de mobilizar US$ 100 bilhões por ano até 2020 no contexto de ações significativas de mitigação e transparência na implementação ficou aquém do esperado em 2018. Portanto, isso exige um alto grau de coerência entre as diferentes estruturas e ferramentas do mercado de capitais que são essenciais para que os investidores identifiquem e aproveitem as oportunidades de investimento verde. Isso significa trabalhar em conjunto para garantir o potencial dos mercados financeiros, e é nesse contexto que a Plataforma Internacional de Finanças Sustentáveis foi criada.

### Plataforma Internacional de Finanças Sustentáveis (IPSF)
A Plataforma Internacional de Finanças Sustentáveis (IPSF, do inglês "International Platform on Sustainable Finance") foi lançada em 18 de outubro de 2019 pela União Europeia. A plataforma é um fórum de múltiplas partes interessadas para o diálogo entre os formuladores de políticas encarregados de desenvolver medidas regulatórias para finanças sustentáveis, a fim de ajudar os investidores a identificar e aproveitar oportunidades de investimento sustentável que realmente contribuam para as metas climáticas e ambientais.
Os membros fundadores do IPSF são a União Europeia, mas também as autoridades competentes da Argentina, Canadá, Chile, China, Índia, Quênia e Marrocos. No entanto, desde sua fundação, a Região Administrativa Especial de Hong Kong da República Popular da China (HKSAR), a Indonésia, o Japão, a Malásia, a Nova Zelândia, a Noruega, o Senegal, Singapura, a Suíça e o Reino Unido também aderiram à IPSF. Juntos, os 18 membros da IPSF representam 50% das emissões de gases de efeito estufa do mundo, 50% da população mundial e 45% do PIB mundial.

## Instrumentos

### Títulos verdes
Títulos verdes são empréstimos emitidos no mercado por uma organização pública ou privada para financiar atividades ecologicamente amistosas. Atingiram valor de 170 bilhões de dólares em 2018 e de mais de 500 bilhões de dólares em 2022. De acordo com a Climate Bonds Initiative, o valor deverá ultrapassar os 5 trilhões de dólares anuais em 2025.
O Acordo de Paris destacou o desejo por padronizar a relatoria de práticas relativas aos títulos verdes, a fim de se evitar lavagem de dinheiro.
Do ponto de vista legal, títulos verdes não são realmente distintos de títulos tradicionais. As garantias feitas aos investidores não são sempre inclusas no contrato, e nem sempre de forma vinculativa. Tomadores de títulos verdes usualmente seguem padrões e princípios definidos por organizações geridas pela iniciativa privada tais como a Associação Internacional de Mercados de Capitais (ICMA, em inglês) ou a representação para a Climate Bond Initiative. À data deste artigo, não há regulações as quais requeiram de credores especificações de suas intenções "verdes" por escrito, muito embora a União Europeia esteja atualmente desenvolvendo padrões e regulação para títulos verdes os quais irão forçar tomadores a investir em atividades alinhadas com a Taxonomia da UE para atividades sustentáveis. Num mesmo sentido, está em trâmite no Parlamento Europeu proposta a qual poderá incumbir obrigações a credores os quais emitam títulos desse tipo. Espera-se que tais padrões se tornem padrões voluntários, operando em paralelo a outros padrões voluntários, com acadêmicos e praticantes (profissionais) instigando a atenção de formuladores políticos quanto aos perigos da imposição de um padrão mandatório.
Estudos empíricos mostram que o risco de greenwashing está presente e pode induzir erroneamente os investidores a aceitarem taxas de retorno mais baixas do que para investimentos tradicionais. A padronização dessa taxonomia reduziria as críticas de greenwashing que podem ser atribuídas a esse tipo de obrigação e aumentaria a clareza e a transparência em seu uso. As agências de classificação de risco precisam se concentrar mais nesse tipo de risco para identificá-lo e quantificá-lo melhor.

### Taxonomia das atividades sustentáveis
Devido à transição energética ser um amplo conceito e a sustentabilidade ou o "verde" poderem ser aplicados a muitos projetos (energia renovável, eficiência energética, gestão de resíduos, transporte público, reflorestamentos etc), muitas taxonomias vêm sendo estabelecidas para validar e certificar investimentos "verdes" (os quais tenham pouco ou nenhum impacto no meio ambiente).
Em 2018, a Comissão Europeia criou um grupo de trabalho composto por técnicos especialistas de mercado financeiro a fim de definir a classificação de atividades econômicas (uma "taxonomia"), de modo a haver uma robusta metodologia a qual defina se uma atividade ou companhia é sustentável ou não. O objetivo da taxonomia é prevenir a lavagem de dinheiro e ajudar investidores a exercer escolhas "mais verdes". Os investimentos são julgados a partir de seis objetivos: mitigação das mudanças climáticas, adaptação às alterações climáticas, economia circular, poluição, efeitos sobre a água e biodiversidade.
Essa taxonomia entrou em vigor em julho de 2020. É vista como uma das iniciativas mais precisas e sofisticadas de seu tipo; tem potencial de inspirar outros países a desenvolverem suas próprias taxonomias ou poderá se tornar um "padrão-ouro mundial". À época, tinha-se a expectativa de complicações relativas a lacunas de dados, as quais poderiam postergar a efetividade da política. Fontes especializadas do mercado financeiro e do monitoramento de políticas econômicas sustentáveis afirmam ter havido certa dificuldade para a relatoria de taxonomia verde por parte das companhias.
As classificações do gás natural e da energia nuclear são controversas. A Comissão Europeia consultou seu Centro Comum de Investigação a fim de aferir a sustentabilidade da energia nuclear. Houve uma consulta de três meses, feita por dois grupos de especialistas antes da decisão final da Comissão, a qual foi aprovar tanto o gás natural quanto a energia nuclear como fontes sustentáveis, embora não livre de críticas e mecanismos de controle. O gás natural é visto por muitos países como uma ponte entre o carvão e a energia renovável. Tais países argumentam que o gás natural é sustentável sob uma série de condições. Contudo, vários membros do grupo de especialistas que aconselharam a Comissão Europeia advertiram em prol de um passo atrás. Foi visualizado por esse grupo que a inclusão do gás seria uma contradição à ciência climática, ao passo em que se considera que as emissões de metano do gás natural formam um significante gás estufa.
O Reino Unido está trabalhando em sua própria taxonomia.

### Divulgação obrigatória e voluntária
Em 2015, o Conselho de Estabilidade Financeira iniciou uma Força-Tarefa para Divulgação Financeira relativa ao Clima a qual é liderada por Michael Bloomberg. As recomendações da força-tarefa objetivam encorajar companhias a obter melhor esclarecimento a respeito dos riscos relacionados ao clima em seus negócios, bem como uma governança interna que habilite à gestão de tais riscos. No Reino Unido, o Governador do Banco da Inglaterra, Mark Carney, apoiou ativamente as recomendações da FTDFC, bem como conclamou em múltiplas ocasiões para a implementação de obrigações a companhias do setor financeiro de modo a serem transparentes e levarem em conta riscos financeiros em suas gestões, especialmente por meio de testes de estresse climático.
Na França, a Lei de Transição Energética de 2015 obriga investidores institucionais a serem transparentes quanto à integração dos Critérios Ambientais, Sociais e de Governança em suas estratégias de investimento.
Não obstante, pesquisas empíricas têm mostrado o efeito limitado de políticas de divulgação quando voluntárias.
A Comissão Europeia está atualmente desenvolvendo novas regras as quais irão obrigar várias companhias a divulgar dados relacionados ao meio ambiente.

### Fator de suporte ao verde no capital regulatório
A fim de encorajar bancos a impulsionarem os empréstimos verdes, bancos comerciais têm proposto a introdução do "Fator de suporte ao verde" no capital regulatório bancário. Essa proposta está sendo considerada pela Comissão Europeia e pela Autoridade Bancária Europeia. Por outro lado, essa abordagem é geralmente posta em oposição pelos bancos centrais e por organizações sem fins lucrativos, os quais propõem a adoção de maiores requisitos de capital para recursos vinculados a combustíveis fósseis ("Fator de penalização marrom").

### Empréstimos e hipotecas verdes
É esperado que, ainda em 2022, a Comissão Europeia e a Autoridade Bancária Europeia formulem propostas sobre a "definição e possíveis ferramentas de apoio para empréstimos de varejo verdes e hipotecas verdes".
A indústria vem proposto a estabilização de um rótulo de representação para hipotecas verdes, enquanto associações de consumidores e ONGs têm proposto que bancos centrais poderiam apoiar a emissão de empréstimos verdes (em particular, empréstimos relacionados à renovação doméstica) pela introdução de menores taxas de juros para o refinanciamento de operações como o programa TLTRO da ECB.

### Política monetária verde
Em 2018, sob a liderança de Mark Carney, Frank Elderson, e do Governador do Banque de France Villeroy de Galhau, oito bancos centrais criaram a Network for Greening the Financial System (NGFS), uma rede de bancos centrais e supervisores financeiros os quais visam explorar o papel potencial dos bancos centrais em prol do acompanhamento da  transição energética. Essa rede tem aproximadamente 80 membros e uma dúzia de observadores, incluindo o FMI e o Banco Central Europeu.
Muitas opções de políticas para o esverdeamento dos instrumentos de política monetária têm sido exploradas pela NGFS:
- Refinanciamento verde das operações: bancos centrais podem adotar condições verdes para que bancos refinanciem a si próprios a partir dos bancos centrais, por exemplo pela garantia de menores taxa de juros caso os bancos protocolem um certo volume de projetos verdes.
- Estruturas colaterais verdes: bancos centrais podem restringir as regras de elegibilidade colateral pela exclusão de recursos poluentes, ou exigindo que bancos mobilizem uma pool de recursos
- Facilitação quantitativa verde: bancos centrais poderiam restringir compras de recursos a títulos verdes.

Em julho de 2021, sob a liderança de Christine Lagarde e após a pressão de ONGs, o Banco Central Europeu anunciou um roadmap detalhado para a incorporação das mudanças climáticas na sua estrutura política. O plano de ação inclui medidas para integrar métricas dos riscos relacionados ao clima no framework colateral do BCE e um programa de compra de títulos corporativos. Christine Lagarde disse ter sido também favorável ao desenvolvimento de "facilitações para títulos verdes" tais como o Banco do Japão e o Banco Popular da China.

## Relação entre sustentabilidade e avaliação corporativa
Vários estudos têm questionado a ideia de que um maior investimento em sustentabilidade sempre contribui para o valor corporativo. Alguns pesquisadores sugerem que um investimento excessivo ou um controlo excessivo em iniciativas ESG pode não só ser ineficaz, mas também gerar efeitos contraproducentes para a avaliação da empresa. Em certos casos, o sobre-investimento em ESG por parte das empresas ou o controlo excessivo por parte dos investidores pode limitar os benefícios esperados.
Neste contexto, a pesquisa sugere que a relação entre os resultados ESG e a avaliação das empresas pode ser não-linear e apresentar características polinômicas, como padrões em forma de U invertida. Isso sugere a existência de um nível ótimo de investimento ESG onde os benefícios para a avaliação corporativa são maximizados, além do qual podem surgir retornos decrescentes ou até efeitos adversos.